# 法科州
法科（Fako）是喀麦隆西南区的一个州，西北面是恩迪安州，面積2,093平方公里，2001年人口534,854。法科的首府是林贝。

## 行政区划
法科下辖5个县：
1. Buéa
2. Idenau
3. 林贝
4. Muyuka
5. Tiko